# Atentado del Hotel Brinks
El atentado al Hotel Brinks fue una acción de guerrilla realizada por los vietcong durante la Guerra de Vietnam; el Hotel Brinks, situado en Saigón, fue explotado por el Frente Nacional de Liberación de Vietnam en el inicio de la noche del día 24 de diciembre de 1964 , cuando dos agentes del viet cong detonaram un coche-bomba en el subsuelo. En el hotel residían oficiales del Ejército de los Estados Unidos. La explosión mató a dos estadounidenses, además de herir aproximadamente otras sesenta personas, entre civiles vietnamitas y militares.
Los comandantes del Frente Nacional de Liberación de Vietnam planearon el atentado con dos objetivos en mente: en primer lugar, al atacar una instalación estadounidense en el centro de la fuertemente custodiada capital, los cadetes querían demostrar su capacidad de ataque en Vietnam del Sur en caso de que los Estados Unidos decidían lanzar ataques aéreos contra Vietnam del Norte; en segundo lugar, demostrar a los survietnamitas que los americanos eran vulnerables y no podían ser usados como protección.
El atentado provocó un debate en el interior de la administración de Lyndon B. Johnson, presidente de los Estados Unidos en la época. Muchos de sus consejeros concordaron con un bombardeo y la introducción de tropas estadounidenses en Vietnam del Norte en represalia, mientras que Johnson prefería la estrategia existente de entrenamiento del Ejército de la República de Vietnam para proteger el Vietnam del Sur de los cadetes. Al final la idea del presidente prevaleció, y no se ha hecho ningún bombardeo retaliatório.

## El Contexto y la planificación
Después de la Segunda Guerra Mundial, el comunista de Viet Minh luchó contra las fuerzas coloniales francesas, en un intento de conquistar la independencia vietnamita. Después de la derrota francesa en la Batalla de Dien Bien Phu, en 1954, el Vietnam fue dividido en paralelo 17, a la espera de las elecciones nacionales de reunificación en 1956. Las elecciones fueron cancelados, lo que resulta en Vietnam del Norte (comunista desde hace largo tiempo) y en Vietnam del Sur, anticomunista, como estados separados. Al final de la década de 1950 guerrilleros survietnamitas, conocidos como viet cong y, en secreto, apoyadas por Vietnam del Norte, iniciaron una revuelta para reunificar el país bajo el régimen comunista. Con la Guerra Fría en su apogeo de los Estados Unidos, que eran los que más apoyaban a Vietnam del Sur, enviaron asesores militares para el país con el objetivo de ayudar en la formación del Ejército de la República de Vietnam en su lucha contra el controlado por el vietcong. En 1964, había alrededor de 23 mil militares estadounidenses en el país. Los comunistas veían como colonizadores, que utilizaban los vietnamitas del sur como sus títeres y, por esto, atacaron a ambos fuertemente.
El atentado fue planificado y llevado a cabo por dos agentes del viet cong que salieron ilesos y nunca fueron capturados. Nguyen Thanh Xuan, uno de ellos, admitió su participación en la explosión para el periodista e historiador Stanley Karnow tras el fin de la guerra. A finales de noviembre, Xuan y su pareja recibieron órdenes de un intermediario controlado por el vietcong para bombardear el Hotel Brinks. La construcción, que tenía seis plantas y 193 habitaciones, albergaba militares del Ejército estadounidense, entre ellos los tenientes-coroneles y comandantes, y también atraía a los militares que estaban de descanso por su comida altamente recomendada y las sesiones cinematográficas. La doble controlado por el vietcong observó su objetivo durante el mes siguiente, en medio de la multitud de la bulliciosa calle donde se encuentra el hotel. Notando que los oficiales de Vietnam del Sur se mezclaban libremente con los americanos, se han obtenido los uniformes del ejército survietnamita en el mercado negro de Saigón, lo que les permitió acercarse al lugar. Xuan se disfrazó como un conductor militar, mientras que su compañero se vistió como uno de major survietnamita. Ellos mezclaron con los verdaderos oficiales, para que pudieran copiar sus formas, el modo de hablar e incluso sus formas de fumar. La doble controlado por el vietcong ha suministrado dos coches y los explosivos necesarios para la operación.
Los comandantes del viet cong planearon el atentado con dos objetivos en mente. Primero, atacando a una institución norteamericana en el corazón de la capital vietnamita, fuertemente custodiado, el atentado de demostrar la capacidad controlado por el vietcong de atacar a los americanos en Vietman, en el caso de los Estados Unidos decidían llevar a cabo ataques aéreos contra Vietnam del Norte. En segundo lugar, el ataque de demostrar que el pueblo de Vietnam del Sur que los americanos eran vulnerables, y que no podían ser usados como protección. Xuan ha añadido que "todos los delitos cometidos por los americanos fueron dirigidos de este centro de comando". Recordó que el número de oficiales estadounidenses en el Hotel Brinks aumentaría en la noche de Navidad, ya que estaban usando el edificio para coordinar sus celebraciones, y que el ataque causará más muertes que en un día normal.

## La explosión
Los terroristas colocaron los explosivos, que pesaban aproximadamente noventa kilogramos, en la maleta de uno de sus coches, y programan el dispositivo para detonar a las 17:45, cuando transcurría la happy hour de los oficiales en el bar del hotel y se dirigieron entonces a sus vehículos hasta el lugar. Sabiendo que un coronel estadounidense había regresado a los Estados Unidos, el supuesto major mintió y le dijo al empleado del hotel que tenía un encuentro con el coronel, afirmando que él estaría regresando de La Lat. El estudiante respondió que el coronel había dejado el país. Sin embargo, el agente controlado por el vietcong, insistió en que él estaba equivocado. El "major" entonces se estacionó su vehículo en el subsuelo del hotel, habiendo mandado antes a su conductor, Xuan, para dejar el lugar e ir a buscar el estadounidense con otro vehículo. Antes de salir del hotel, le pidió al guardia para decir al coronel que aguardasse su regreso, afirmando que aún no había comido desde el día anterior, y por eso iba a una cafetería cercana.
Mientras que el presunto comandante estaba en la cafetería, la bomba estalló, matando a dos oficiales americanos. El primero y de mayor rango fue el teniente coronel James Robert Hagen, que sirvió en el ejército durante veinte años y estaba trabajando para el MACV. La segunda víctima fue Benjamin Beltran Castañeda, un subteniente que también sirvió para la MACV y fue miembro del ejército por veinte años, muriendo a consecuencia de sus heridas en el día 23 de enero de 1963. Los informes de los números de heridos son contradictorios. Mientras que el historiador Stanley Karnow, informó que 58 personas, entre militares y civiles heridos, Mark Moyar informó que 38 militares estadounidenses y 25 civiles vietnamitas sufrieron heridas. Ya el periodista A. J. Langguth, informó que diez estadounidenses y 43 vietnamitas fueron heridos.
Además de las vigas de acero que sostenían la construcción, la explosión destruyó completamente la planta baja. Los cuatro pisos inferiores fueron perforados por la explosión, sufriendo daños significativos. El daño se ha agravado por la presencia de algunos de los camiones, cargados con garrafas de gas listos para su entrega, en el subsuelo del hotel. Como resultado, la explosión detonó el gas, creando una bola de fuego. En el momento del accidente, los artistas americanos, entre ellos Bob Hope, estaban en Saigón para llevar a cabo actuaciones para los militares estadounidenses. No es claro si Hope era un objetivo; Moyar informó que él fuera apuntado, sin embargo hubo un retraso en el aeropuerto debido a problemas con su equipaje, mientras que Lawrence J. Quirk afirmó que el comediante y su grupo estaban en un hotel del otro lado de la calle, fuera del alcance de la explosión.

## Reacción

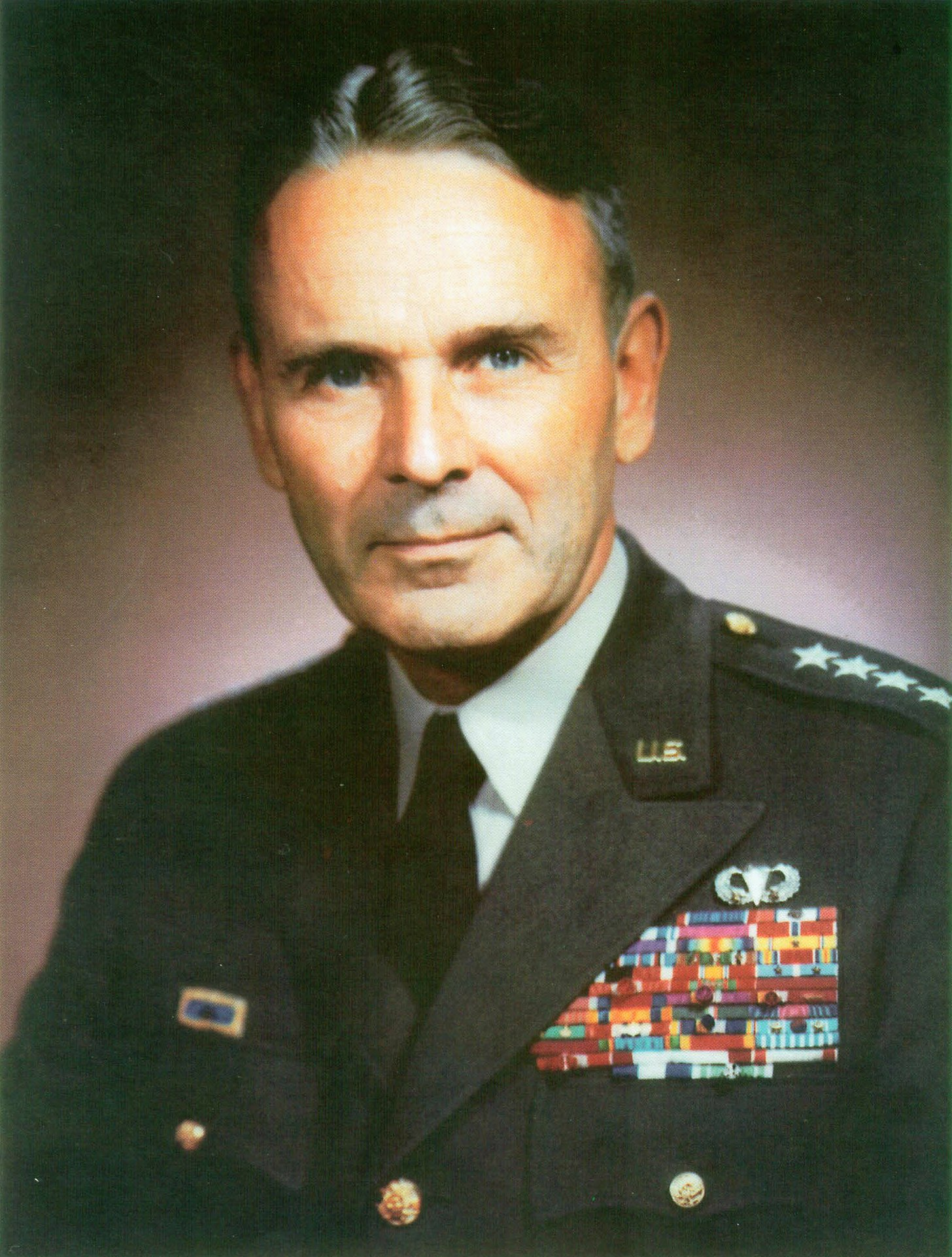
Maxwell Taylor, el embajador de los Estados Unidos en Vietnam del Sur, quien defendía los ataques aéreos contra Vietnam del Norte como represalia por el atentado.

El ataque sorprendió a los oficiales americanos y políticos en Vietnam, que creían que el gobierno survietnamita tenía el control de Saigón, y que el Vietcong sólo era una amenaza en las zonas rurales. El gobierno survietnamita era inestable, y era la última de una serie de juntas militares que condujeron por breves períodos antes de ser depostas. Las disputas internas en el gobierno survietnamita irritavam Maxwell Taylor, el embajador de los Estados Unidos en Vietnam del Sur y expresidente de la Joint Chiefs of Staff norteamericana, que pensaba que las disputas entre los miembros superiores de la junta militar estaban estorbando a los esfuerzos estadounidenses en la guerra. Menos de dos semanas antes de la explosión de los generales habían disuelto el Supremo Consejo Nacional, un órgano de asesoramiento civil, llevando a Taylor a ser de ellos de inmediato a su oficina. El embajador furioso, denunció que los generales, y al día siguiente aconsejó al presidente, Nguyen Khanh, a renunciar y a exiliarse, ya que había perdido la confianza de Taylor.
Khanh entonces amenazó con expulsar a Taylor, y este respondió que su salida forzada sería el fin del apoyo de los Estados Unidos y Vietnam del Sur. El 22 de diciembre, Khanh anunció en la Radio Vietnamita: "Nosotros hacemos sacrificios por la independencia de la nación y por la libertad del pueblo vietnamita, sin embargo, no cumplimos con la política de ningún país extranjero.". Khanh denunció Taylor explícitamente, en una entrevista publicada en el New York Herald Tribune , 23 de diciembre, y en el día del atentado, emitió una nota de independencia de la "manipulación extranjera". En ese momento Khanh también estaba negociando en secreto con los comunistas, con la esperanza de firmar un acuerdo de paz para que pudiera expulsar a los americanos de Vietnam. Como resultado de esa habla, hubo la sospecha entre una minoría que Khanh y sus oficiales estarían detrás del ataque, aunque los cadetes hubieran asumido la responsabilidad del atentado por una transmisión de radio.
El General William Westmoreland (comandante del ejército estadounidense en Vietnam del Sur), Taylor y otros funcionarios estadounidenses de alto rango en Saigón y Washington D. C. solicitaron al presidente Lyndon B. Johnson autorización para la realización de bombardeos retaliatórios contra Vietnam del Norte. Taylor entró en contacto con Washington en el día de Navidad, recomendando que los Estados Unidos actuaban de forma unilateral, recordando la animosidad existente entre él y la junta de Khanh.

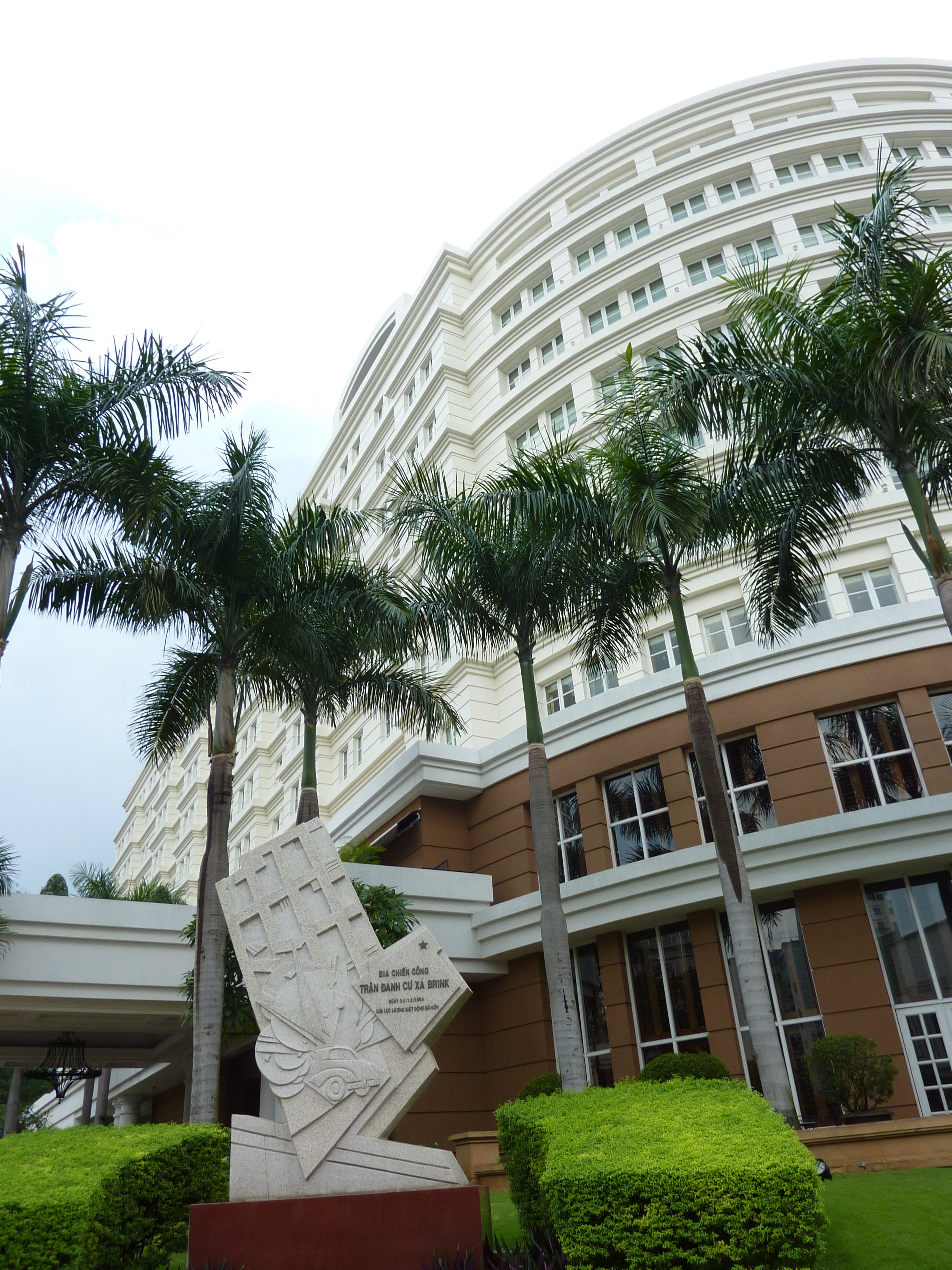
El Hotel Park Hyatt, construido en un estilo colonial francés. Se puede observar también el memorial al ataque.

Johnson convocó a sus consejeros para su rancho en Texas, aún en el día de Navidad, para discutir el asunto. Los Secretarios de Estado y de Defensa de los Estados Unidos en el momento, Dean Rusk y Robert McNamara, respectivamente, informaron el presidente de rechazar la propuesta de Taylor. Él siguió el consejo de sus secretarios, alegando que una intensificación de la guerra durante el período de Navidad sería inapropiado, perjudicando a la moral pública. Johnson también señaló que debido a la inestabilidad política en Saigón, la comunidad internacional y el pueblo estadounidense probablemente no acreditariam que los cadetes estaba detrás del ataque, pero, por el contrario, sienten que ellos habrían sido responsables de un atentado debido a disputas internas locales. Esto ocurrió después de que el controlado por el vietcong haber asumido la responsabilidad por el ataque. Oficiales de la administración de Johnson concluyeron, cuatro días después, que el controlado por el vietcong era el responsable del ataque. a Pesar de ello, Johnson pensó que era demasiado tarde para una respuesta, y que cualquier acción tomada más de 36 horas después de que el evento constituye una agresión sin motivos. El Departamento de Estado se comunicó con Taylor y la embajada, diciendo que "En vista de la confusión generalizada en Saigón las opiniones internacional y del público estadounidense sobre un ataque aéreo serían de que la administración de Johnson estaba "tratando de salir de una crisis política [survietnamita] interna por medios militares". Johnson dijo a Taylor que "cada vez que recibo una recomendación militar a mí me parece que ella sugiere un bombardeo a gran escala. Tengo la sensación de que esta guerra no se gana por el aire". En ese momento Johnson estaba renuente a atender los pedidos de sus oficiales para un bombardeo a gran escala de Vietnam del Norte, una estrategia que después vino a convertirse en una política en relación con ese país.
En enero de 1965, el controlado por el vietcong en secreto realizó su tercera conferencia de Vietnam del Sur, y concluyó que al no retaliarem "los americanos han perdido el deseo de atacar Vietnam del Norte o proteger el Vietnam del Sur del golpe mortal". El Vietnam del Norte siempre ha negado rotundamente haber mandado tropas o equipo para el Vietnam del Sur. En realidad ambos lados habían violado los acuerdos establecidos por la Conferencia de Ginebra, al infiltrarse secretamente en las fronteras ajenas para realizar actividades militares hostiles. Mientras que el de Vietnam del Sur, en noviembre de 1964, había impuesto la censura a los medios de comunicación y cerrado diez periódicos por simpatizarem con los comunistas.
El ataque se ha fomentado sentimientos de inseguridad entre los políticos estadounidenses sobre eventuales ataques comunistas. Johnson esperaba que la presencia de asesores militares fuera suficiente para fortalecer el Ejército de la República de Vietnam y para estabilizar el gobierno de Saigón. No obstante, muchos de sus consejeros de defensa sintieron que las tropas de combate estadounidenses eran necesarias en territorio vietnamita. Esto aumentó la tensión entre los empleados públicos y militares del presidente, antes de que los americanos entraran directamente en el conflicto, en 1965. David Tucker, del United States Army War College, dijo que el atentado era "Insignificante en el balance militar general, pero importante para la lucha política, que era el foco principal del enemigo [el controlado por el vietcong]". El hotel fue restaurado y oficiales estadounidenses continuaron a frecuentar el local hasta la caída de Saigón en 1975, cuando los comunistas tomaron el Vietnam del Sur y reunieron al país bajo su mando.
Actualmente hay en el Hotel Park Hyatt en el lugar, construido en el 2005. En su entrada se construyó un memorial al bombardeo, celebrando la acción controlado por el vietcong sobre las fuerzas estadounidenses.